# النيشان الوطني لكيبيك
نيشان كيبك الوطني هو أعلى نيشان شرفي يُمنح للمدنيين في مقاطعة كيبيك الكندية.
أنشأ نائب حاكم مقاطعة الكيبيك جان بيير كوت نيشان كيبك الوطني في عام 1984 لتكريم سكان مقاطعة كيبيك الحاليين أو السابقين لإنجازاتهم البارزة في أي مجال.
لا يشكل نائب حاكم مقاطعة كيبيك جزءاً صريحاً من مجلس منح نيشان كيبك الوطني على الرغم من أن موافقته ضرورية لمنح النيشان بسبب مكانته ومنصبه في مجلس حكومة مقاطعة كيبك.
يُمكن أن يُمنح نيشان كيبك الطني لأي شخص ولد أو يعيش أو عاش في مقاطعة كيبيك، باستثناء أي شخص يعمل كعضو في الجمعية الوطنية في كيبيك، كما يمكن منح النيشان للأشخاص بعد وفاتهم ولا يُشترط أن يُمنح النيشان لأشخاص على قيد الحياة. يقوم مجلس النيشان الوطني لكيبيك، والذي يُنتخب لمدة ثلاث سنوات من بين الحاصلين السابقين على النيشان، ويرأسه رئيس ينتخبه أعضاء المجلس لمدة عامين، بوضع قائمة قصيرة بالمرشحين وإحالة اقتراحاتهم إلى لجنة تحكيم المجلس. تُعلن أسماء المُرشحين لنيل نيشان كيبك الوطني في المنشورات الإعلامية اليومية والأسبوعية لمقاطعة كيبيك. 
يجوز لمجلس الوزراء في مقاطعة كيبك أيضًا ترشيح أشخاص من خارج كيبيك لنيل نيشان كيبك الوطني الفخري.دون تدخل من مجلس النيشان الوطني في كيبيك.

## شارة النيشان
يتألف النيشان الوطني لكيبيك من ميدالية ومنمنمة وزر استلهمت مادلين دانسيريو تصميمها من العناصر الرمزية في علم مقاطعة كيبك، ولا سيما ألوان الأزرق والأبيض الموجودة على شريط النيشان وزهور الزنبق.
تتكون شارة نيشان الضابط الكبير من لوحتين ذهبيتين من عيار 18 قيراط على شكل صليب مكون من ذراعين متراكبين بشكل متماثل فوق بعضها البعض بسمك 4 مم، وطول 60 ملم (2.4 بوصة) وعرض 40 ملم (1.6 بوصة)، وعلى ظهر الشارة الآخر سطح ريفي عالي التلميع، يعلوه في الزاوية السفلية اليسرى نقس لزهرة الزنبق بمادة المينا البيضاء. كما كُتب على ظهر الشارة أيضاً شعار النظام عبارة (تحية لشعب كيبيك) بالإضافة إلى رقم تسلسلي في قاعدة الشريط الرأسي.
تُشبه شارة نيشان الضابط شارة نيشان الضابط الكبير ولها نفس التصميم تقريباً، باستثناء الأذرع التي يكون طولها 50 ملم (2.0 بوصة) وعرض 25 ملم (0.98 بوصة)، ولوحة الوجه الأمامي التي يكون وجهها الأمامي مصنوعاً من الذهب عيار 18 قيراط يعلوه نقش ذهبي للزهرة الزنبق، ويكون الوجه الخلفي مصنوعاً من الفضة الإسترلينية.
يتكون نيشان الفارس من ميدالية فضية مصقولة قطرها 40 ملم (1.6 بوصة) عليها صليب متناظر بسمك 30 ملم (1.2 بوصة) وبطول 20 ملم (0.79 بوصة) ومليئة بسطح مصقول للغاية ومُصمم بالصدف، وتُثبت زهرة الزنبق الذهبية في الجانب السفلي الأيسر من الصليب.
يُمنح الحاصلون على النياشين أيضًا نسخًا مصغرة من شارة النيشان الذي حصلوا عليه، تطابقها في المظهر وتصغرها في الحجم بحيث يبلغ عرضها 18 ملمًا (0.71 بوصة) لجميع الدرجات في كل اتجاه أو في محيط، ويُستخدم دبوس طية صدر السترة لارتداء الشارات على الملابس المدنية غير الرسمية.
تُعلق الشارات بالنسبة للذكور الحاصلين على لنيشان الضباط والضباط الكبار باستخدام شريط بعرض 38 ملم (1.5 بوصة) على طوق يحيط بالعُنق، وبالنسبة للذكور الحاصلين على لنيشان الفرسان تتدلى الشارة من شريط عمودي مُثبّّت على الصدر الأيسر للفرسان، بينما ترتدي الحاصلات على نيشان الضابطات والضابطات الكبار شاراتهم باستخدام وشاح مُثبت على الكتف الأيسر، وترتدي الحاصلات على نيشان الفرسان ميدالياتهم بنفس طريقة الرجال. يبلغ عرض شريط المنمنمات 18 ملم (0.71 بوصة).
ص لوائح النيشان الوطني في كيبيك على أن يُسلم رئيس الوزراء الحاصلين الجدد على النيشان شاراتهم، إما في العطلة الوطنية في كيبيك أو في يوم آخر خلال الأسبوع الوطني خلال احتفال يُقام في صالون روج بمبنى البرلمان في مدينة كيبيك، ولكن تحدث استثناءات في بعض الأحيان عندما يتعذر حضور الأسماء الحاصلة على النياشين (خاصة الأشخاص من خارج كيبيك). تظل شارة النيشان الوطني لكيبك ملكًا لتاج مقاطعة كيبيك ويجب إعادتها عند انتهاء عضوية الحاصلين على ها في مجلس النيشان سواء بالوفاة أو بالفصل من المجلس.

## الدرجات
يُمنح نيشان كيبك الوطني ثلاث درجات للتكريم، وهي:
- نيشان كيبك الوطني للضابط الكبير
- نيشان كيبك الوطني للضابط
- نيشان كيبك الوطني للفارس

## أبرز الحاصلون على النيشان

### نيشان كيبك الوطني للضابط الكبير[18]
| السنة          | اسم الحاصل على النيشان | ملاحظات                                                                                                 |
| -------------- | ---------------------- | --- |
| 1985           | جان فيكتور ألارد       | رئيس أركان الدفاع الكندي                                                                                |
| 1974           | مارسيل بيلانجر         | اقتصادي                                                                                                 |
| 2010           | جان بيليفو             | لاعب هوكي                                                                                               |
| 2008           | لوسيان بوشارد          | رئيس وزراء كيبيك السابع والعشرون                                                                        |
| 2008           | روبرت بوراسا           | رئيس وزراء كيبيك، ومنُنح النيشان بعد وفاته.                                                              |
| 2008           | ليونارد نورمان كوهين   | مغني وكاتب أغاني                                                                                        |
| 2003           | روبرت ديسبرس           | رجل أعمال                                                                                               |
| 1987           | جان درابو              | عمدة مونتريال                                                                                           |
| 1992           | مارسيل فيرون           | رسام وفنان زجاج ملون                                                                                    |
| 1989           | جيرار فيليون           | مدير صحيفة                                                                                              |
| 1985           | أرماند فرابير          | باحث |
| 1987           | بول جرين لاجوي         | حصل على نيشان الضابط الكبير في عام 1987، ثم حصل على نيشان كيبك الوطن من درجة المءؤول الكبير في عام 1988 |
| 1989           | فيل غولد               | عالم وطبيب حصل على نيشان المسؤول مرة في عام 1989، ثم حصل على نيشان المسئول الكبير في عام 2019.          |
| 13 نوفمبر 2014 | فرانسوا هولاند         | حصل على نيشان الضابط الكبير في 3 نوفمبر 2014.                                                           |
| 2008           | دانيال جونسون الابن    | رئيس وزراء كيبيك الخامس والعشرون                                                                        |
| 2008           | بيير مارك جونسون       | رئيس وزراء كيبيك الرابع والعشرون                                                                        |
|                | فيليس باربرا لامبرت    | مهندس معماري وناشط في العمل الخيري                                                                      |
| 2008           | برنارد لاندري          | رئيس وزراء كيبيك الثامن والعشرون                                                                        |
| 1985           | فيلكس ليكليرك          | مغني وكاتب أغاني                                                                                        |
| 1997           | جان بول ليميو          | رسام |
| 2008           | رينيه ليفيسك           | رئيس وزراء كيبيك الثالث والعشرون، ومُنح النيشان بعد وفاته                                                |
| 2002           | مارتن براين مولروني    | رئيس وزراء كندا الثامن عشر                                                                              |
| 2016           | ألانيس أوبومساوين      | صانع أفلام وناشط من الأمم الأولى                                                                        |
| 2008           | جاك باريزو             | رئيس وزراء كيبيك السادس والعشرون                                                                        |
| 1988           | جان بول ريوبيل         | رسام، ومُنح أيضاً نيشان المسؤول الكبير في عام 1994                                                        |
| 1992           | جتن فينر               | عالم في الأديان وناشط في العمل الخيري                                                                   |
| 2000           | جيل فيجنولت            | مغني وكاتب أغاني، وكان قد مُنح من قبل نيشان الفارس عام 1985                                              |
| 2001           | تشارلز فيليب لوبلوند   | عالم وأستاذ                                                                                             |

### نيشان كيبك الوطني للضابط
| التاريخ | اسم الحاصل على النيشان   | ملاحظات                             |
| ------- | ------------------------ | ----------------------------------- |
| 1992    | ماري سيمون               | الحاكم العام لكندا                  |
| 1990    | لوران بودوان             | رجل أعمال                           |
| 2004    | فرانسيسكو بيليني         | عالم وباحث ورجل أعمال               |
| 2019    | دانيال بورسوك            | جراح تجميل                          |
| 2003    | ميشيل براولت             | مخرج                                |
| 1985    | سولانغ شابو رولاند       |                                     |
| 1993    | جان كوتو                 | رجل أعمال                           |
| 2006    | برنارد ديروم             | مذيع أخبار                          |
| 1998    | سيلين ماري كلوديت ديون   | مغنية                               |
| 1990    | ليون ديون                | كؤلف ومدرس ومفكر                    |
| 1992    | فرناند دومون             | مؤلف، مفكر                          |
| 2000    | دينيس فيلياترولت         | كاتب مسرحي وممثل                    |
| 1985    | آن هيبرت                 | كاتبة                               |
| 1988    | لاركين كيروين            | عالم فيزياء                         |
| 2014    | لوسيا كوالوك             | ناشطة مجتمعية                       |
| 1988    | لويس لابيرغ              | زعيم نقابي                          |
| 2009    | نورمان لابريس            | رئيس طهاة ومؤلف                     |
| 1999    | روبرت ليباج              | كاتب مسرحي وصانع أفلام              |
| 2012    | مونيك ف. ليرو            | سيدة أعمال                          |
| 1991    | جان لويس ليفيسك          | رائد أعمال وناشط في الأعمال الخيرية |
| 2013    | أندريه ميلانشون          | ممثل وكاتب سيناريو ومخرج أفلام      |
| 1996    | جاستون ميرون             | شاعر                                |
| 2002    | تيد موسى                 | رئيس السكان الأصليين                |
| 2001    | ليز باييت                | سياسية وكاتبة                       |
| 1989    | بيير بيلادو              | رجل أعمال                           |
| 2017    | لويز بيني                | مؤلفة                               |
| 1994    | هوبرت ريفز               | عالم في الفيزياء الفلكية            |
| 1985    | جوزيف هنري موريس ريتشارد | لاعب هوكي                           |
| 1985    | ماري تو أكس إيرلاي       | ناشطة في مجال حقوق المرأة           |
| 1998    | جاك جوزيف تشارلز فيلنوف  | سائق سباقات                         |

### نيشان كيبك الوطني للفارس
| التاريخ | اسم الحاصل على النيشان     | ملاحظات                                   |
| ------- | -------------------------- | ----------------------------------------- |
| 2001    | جاك أميوت                  | سباح لمسافات طويلة                        |
| 1990    | جورج هنري دينيس أركاند     | صانع أفلام                                |
| 1989    | فريدريك باك                | رسام رسوم متحركة                          |
| 1985    | سيلفي بيرنييه              | غواص أولمب                                |
| 1985    | فرديناند بيوندي            | مذيع إذاعي                                |
| 2010    | نيل بيسونداث               | مؤلف                                      |
| 2000    | دنيس بومباردييه            | صحفي                                      |
| 1991    | كلير بونينفانت             | رئيسة مجلس وضع المرأة في كيبيك            |
| 2008    | إميل جوزيف بوشار           | لاعب هوكي                                 |
| 1985    | غايتان بوشر                | متزلج                                     |
| 2012    | إيزابيل بولاي              | مغنية                                     |
| 1993    | بيير بورك                  | عمدة مونتريال                             |
| 1985    | ماري كلير كيركلاند كاسغرين |                                           |
| 1999    | فرانسواز ديفيد             | ناشطة اجتماعية ونسوية                     |
| 2001    | ايفون ديشامب               | فنان كوميدي                               |
| 2011    | جيوسوس كارلس دي فيلالونغا  | رسام                                      |
| 1985    | جان دوسيب                  | ممثل                                      |
| 2002    | ديان دوفرسن                | مغنية ورسامة                              |
| 2019    | لورنت دوفيرماي تارديف      | لاعب                                      |
| 1995    | مارك فافرو                 | ممثل                                      |
|         | جان بيير فيرلاند           | مغني وكاتب أغاني                          |
| 1992    | مادلين فيرون               | كاتبة                                     |
| 1997    | دانيال جيرمان              | ناشط في العمل الخيري                      |
| 1998    | جاك جودبوت                 | كاتب ومخرج أفلام                          |
|         | مارك أندريه هاملين         | عازف بيانو                                |
| 1993    | أوتو يواكيم                | ملحن وموسيقي ورسام                        |
| 1987    | رولاند بينوت جومف          | شاعر                                      |
| 1994    | أوليفر ثيوفيلوس جونز       | عازف بيانو وعازف أرغن وملحن               |
| 1997    | بولين جوليان               | مغنية وكاتبة أغاني                        |
| 1997    | فرانسواز لابيه             | فنان                                      |
| 2012    | جاك لاكومب                 | قائد                                      |
| 2002    | جاك لاكورسيير              | مؤرخ                                      |
| 2005    | جاي داميان لافليور         | لاعب هوكي                                 |
| 1997    | غي لاليبرتي                |                                           |
| 2009    | ماريو ليميو                | لاعب هوكي                                 |
| 2014    | مايكل ليمييه               | فنان أداء ومخرج مسرحي                     |
| 1998    | لويس لورتي                 | عازف بيانو                                |
| 2001    | إدوارد لوك                 | راقص                                      |
| 1995    | نورمان مكلارين             | رسوم متحركة ومخرج أفلام                   |
| 2000    | جولي بايت                  | رائدة فضاء                                |
| 1991    | أوسكار إيمانويل بيترسون    | موسيقي جاز                                |
| 2005    | شانتال بيتي كليرك          | رياضية على كرسي متحرك وسيناتور كندية      |
| 2014    | فيكتور بيلون               | مخرج ومصمم عروض مسرحية ومصمم بصريات ومصور |
| 1990    | لوك بلاموندون              | مؤلف أغاني                                |
| 1989    | جان لويس رو                | ممثل ونائب حاكم مقاطعة كيبك               |
| 2010    | هوبرت ساسي                 | المدير العام لشركة إديوكالكول             |
| 2005    | ميشيل ثيبودييه ديجير       | مهندس                                     |
| 1991    | ميشيل ترمبلاي              | كاتب مسرحي                                |
| 2019    | دينيس فيلينيف              | مخرج وكاتب سيناريو                        |
| 1993    | أليس بنجامين               |                                           |
| 2017    | جاد المالح                 | فنان كوميدي                               |

### الحاصلون على النيشان الفخري للضابط الكبير
| التاريخ | اسم الحاصل على النيشان | ملاحظات |
| ------- | ---------------------- | ------- |
| 1995    | تشارلز دوتويت          | قائد    |

### الحاصلون على النيشان الفخري للضابط
| التاريخ | اسم الحاصل على النيشان | ملاحظات                                           |
| ------- | ---------------------- | ------------------------------------------------- |
| 1986    | ريمون أوكتاف جوزيف بري | رئيس وزراء فرنسا                                  |
| 1987    | جاك رينيه شيراك        | رئيس فرنسا وعمدة باريس                            |
| 2001    | ميشيل دراكر            | مقدم برامج، وحصل أضاً على نيشان الفارس في عام 2010 |
| 1986    | لوران فابيوس           | رئيس وزراء فرنسا                                  |
| 1998    | ليونيل جوسبان          | رئيس وزراء فرنسا                                  |
| 1996    | آلان ماري جوبيه        | رئيس وزراء فرنسا                                  |
| 1990    | أنتونين مايلت          | كاتب وكاتب مسرحي                                  |
| 1998    | آلان بيرفيت            | سياسي فرنسي                                       |
| 2003    | جان بيير رافاران       | رئيس وزراء فرنسا                                  |
| 2000    | ميشيل روكار            | رئيس وزراء فرنسا                                  |
| 2000    | فيليب سيغوين           | رئيس الجمعية الوطنية الفرنسية                     |
| 1996    | جوردي بوجول            | رئيس جنرال كاتالونيا                              |
| 2006    | فيرا فايك فرايبيرغا    | رئيسة لاتفيا                                      |
| 2010    | جيم دوجلاس             | حاكم ولاية فيرمونت                                |
| 2013    | نانا موسكوري           | مغنية يونانية                                     |

### الحاصلون على النيشان الفخري للفارس
| التاريخ      | اسم الحاصل على النيشان        | ملاحظات                   |
| ------------ | ----------------------------- | ------------------------- |
| 1999         | ديفيد جوشوا أزريلي            | مهندس معماري              |
| 2001         | برنارد بيفوت                  | مضيف تلفزيوني             |
| 2002         | جيرار كزافييه مارسيل ديبارديو | ممثل                      |
| 16 مايو 2017 | جاد المالح                    | ممثل كوميدي ومغني وموسيقي |